# Glicerio
Glicerio (latino: Flavius Glycerius; 430 circa – Dalmazia, dopo il 480) è stato un imperatore e vescovo cattolico romano d'Occidente dal 473 al 474. Eletto dalla componente germanica dell'esercito, fu deposto da Giulio Nepote, prescelto come collega dall'imperatore d'Oriente Leone I, per poi essere eletto vescovo di Salona.

## Ascesa al trono
Le fonti su Glicerio sono scarse e scarne: si sa che era comes domesticorum, cioè comandante della guardia imperiale, al momento della sua elevazione al soglio imperiale; in precedenza era stato comandante militare in Dalmazia.
Nel 472 l'Impero d'Occidente era stato funestato dalla guerra civile tra l'imperatore Antemio e il comandante dell'esercito, il magister militum germanico Ricimero: nell'aprile di quell'anno Ricimero nominò Anicio Olibrio imperatore, con la forza delle armi, poi, a luglio, fece assassinare Antemio. Quando, all'inizio di novembre 472, Olibrio morì, l'Impero d'Occidente si trovò senza imperatore e senza uomo forte, in quanto Ricimero era già morto. L'Imperatore d'Oriente, Leone I, che aveva già indicato Antemio come collega d'Occidente, si trovò a dover operare un'altra scelta; questa volta, però, ritardò la decisione, o per mancanza di candidati all'altezza o per poter esercitare il potere sull'Impero d'Occidente senza un intermediario. Fu allora che la potente componente germanica dell'esercito d'Occidente, rappresentata dal nuovo magister militum Gundobado (nipote di Ricimero), decise di scegliere un imperatore di proprio gradimento, selezionando Glicerio. Le fonti riportano che Gundobado elesse Glicerio imperatore col consenso dell'esercito, a Ravenna, il 3 o 5 marzo 473.

## Regno
Poco è noto del breve regno di Glicerio, ma pare che abbia tentato di riconciliarsi con l'Impero d'Oriente e che sia riuscito a mantenere il controllo del proprio impero, malgrado gli attacchi dei barbari. Per quasi tutto il suo regno rimase nel nord Italia, come attestato dal fatto che batté moneta solo a Milano e Ravenna.

### Minaccia gota
Nel 473, il re dei Visigoti Eurico ordinò l'invasione dell'Italia, ma il suo comandante Vincenzo (Vincentius) fu sconfitto e ucciso dai comites Alla e Sindila. Malgrado questa vittoriosa difesa dell'Italia, Glicerio non fu in grado di difendere la Gallia e di impedire a Eurico di conquistare Arles e Marsiglia. Contemporaneamente, una seconda armata composta di Ostrogoti fu inviata in Italia dal re Vidimero. La possibilità che le due armate si congiungessero era una grave minaccia per Glicerio, che inviò un messaggio a Vidimero, avvisandolo che i territori cui mirava erano già occupati dai suoi "connazionali" Visigoti e suggerendogli di muoversi verso la Gallia.
Glicerio riuscì così ad impedire che i Visigoti di Vincenzo e gli Ostrogoti inviati da Vidimero si congiungessero con gravi conseguenze per l'Italia, ma a costo di far convergere la pressione sulla Gallia, che venne attaccata da entrambi i popoli goti.

### Relazioni con l'Impero d'Oriente
L'elezione non ortodossa di Glicerio e il sospetto che fosse un fantoccio nelle mani di Gundobado fecero sì che l'imperatore d'Oriente Leone I non riconoscesse l'ex comes domesticorum come collega, e che si decidesse a nominare un proprio candidato: la scelta cadde su Giulio Nepote, magister militum della Dalmazia e imparentato con Verina, l'imperatrice d'Oriente. La nomina avvenne però in ritardo e Nepote non poté salpare per l'Italia in quanto d'inverno i porti erano chiusi. Intanto Leone I morì nel gennaio 474 e divenne imperatore suo nipote, il giovane Leone II, che dopo poco nominò co-imperatore il proprio padre Zenone.
Nel frattempo, pare che Glicerio tentasse una riconciliazione con l'Oriente: per lo meno evitò ogni possibile contrasto, accettando, per esempio, di non nominare un console d'Occidente e permettere quindi a Leone II di essere console per il 474 senza collega. Glicerio tentò anche di ottenere il sostegno della Chiesa, promulgando una legge (11 marzo 473) contro la simonia, che ottenne il gradimento della gerarchia ecclesiastica.

## Deposizione e morte
Quando i porti si riaprirono nella primavera del 474, Giulio Nepote, l'imperatore d'Occidente designato, attraversò il Mar Adriatico e sbarcò in Italia per deporre Glicerio. Pare che Glicerio, venuto a conoscenza dell'attacco, si allontanasse da Ravenna per raggiungere Roma, forse con la volontà di opporre resistenza all'invasore: l'indizio è una moneta d'argento coniata a Roma, in cui Glicerio si dichiara imperatore e collega di altri due imperatori, Leone II e Zenone, non riconoscendo dunque l'autorità di Giulio Nepote. Nepote sbarcò ad Ostia nel luglio 474 e, senza che vi fosse bisogno di uno scontro militare, depose Glicerio, nominandolo vescovo di Salona, in Dalmazia.
La deposizione di Glicerio ha dei lati oscuri. Nepote sbarcò con le sue truppe, ma è verosimile che le forze di Gundobado, e quindi di Glicerio, fossero consistenti: se avesse voluto, Gundobado avrebbe potuto verosimilmente opporre una rilevante resistenza a Nepote, ma invece non lo fece. Una spiegazione proposta fu che l'elezione di Glicerio non ebbe il sostegno né dell'imperatore d'Oriente, né della classe senatoria, né dell'aristocrazia gallo-romana: resistere a Nepote senza l'appoggio del senato sarebbe stato controproducente per Gundobado. Esiste anche la possibilità che Gundobado, che non era in Italia in occasione della deposizione di Glicerio, fosse andato in Gallia per trovare i rinforzi necessari a contrastare l'attacco di Nepote ma è più probabile che abbia abbandonato Glicerio al suo destino.
Glicerio morì probabilmente a Salona, dove nel 475 era stato raggiunto da Giulio Nepote, deposto a sua volta dal magister militum Flavio Oreste, e da dove assistette nel 476 alla caduta dell'ultimo imperatore romano d'Occidente, Romolo Augusto, per mano di Odoacre, re degli Eruli. Le fonti sostengono che nel 480 Glicerio fu coinvolto nella cospirazione che risultò nell'assassinio di Nepote, un atto che consolidò il dominio di Odoacre sull'Italia: la nomina di Glicerio ad arcivescovo di Milano da parte del re d'Italia, un atto che sarebbe un forte indizio della collaborazione tra Glicerio e Odoacre, è però da considerarsi spuria.
È possibile che Glicerio avesse promesso ad Odoacre il riconoscimento del titolo di patrizio, negatogli da Giulio Nepote, se lo avesse rimesso sul trono. Sarebbe quindi stato eliminato dagli uccisori di Nepote che puntavano anch'essi al titolo.